# 宇野氏
宇野氏是日本平安時代到鐮倉幕府初期的大和國武士家族。清和源氏源賴親的支流。居大和国宇智郡宇野荘。賴親之後又過了三代，也就是源賴治的時候，開始冠以宇野名號。他的子嗣源親弘居住在攝津國的豐島。親弘的子嗣源親治居住在宇野，稱宇野七郎。親治在保元之亂的時候，應左大臣藤原頼長徵召而上京，被崇德上皇勢力逮捕，之後被允許返鄉。宇野莊的莊內事物由賴治交由長子源親弘，親弘故去之後沒有將權利還給親治，而是分給了親治的次男源基重，三男源親滿，女兒伊予内侍高倉院女房。